# Борчали (килим)
«Борчали» (азерб. Borçalı) — азербайджанські килими, що відносяться до ґазахської групі Гянджа-Ґазахського типу. Назва цього килима пов'язана з назвою регіону Борчали, що знаходиться на північний захід від Ґазахського району Азербайджану, на території Грузії. Такі великі села цього регіону, як Гурдлар, Ахурли, Качаган, Садахло, Даштапа і Лембелі є відомими килимарськими пунктами. Населення Борчали і перелічених сіл складається переважно з азербайджанців.

## Історія
Як зазначає мистецтвознавець і килимар Лятіф Керімов, за переказами нинішнє населення Борчали походить від великого племені бозчалу, що жило в районі міста Сулдуз в Іранському Азербайджані. За розпорядженням правителів династії Сефевідів це плем'я було переселено на північ Ґазаха, на територію Грузії в Борчали. В їх розпорядження віддали бавовняні райони. Плем'я це називається також Карапапаг. Назва килимарського пункту Попагли, розташованого за 3 км від Ґазаха і килимарських зон Караязи і Карачеп, що знаходяться на півночі Ґазаха, пов'язана з назвою цього племені..
За Керімовим, предки жителів Борчали запозичили ремесло килимарства в килимової школи таких населених пунктів Іранського Азербайджану, як Тебриз, Ардебіль, Сараб, Карадаг і особливо розташованих навколо озера Урмія, Ерак, Біджар, Есна (Сенне), Фарахан. Підпадаючи під вплив ґазахської килимової школи і, натхненні її традиціями, вони продовжили їх розвиток. Під впливом цих двох шкіл килимарства з'явилася підгрупа килимової школи «Борчали», яку представляють килимарські пункти Караязи, Карачеп, Лембелі та інші.

## Художні особливості

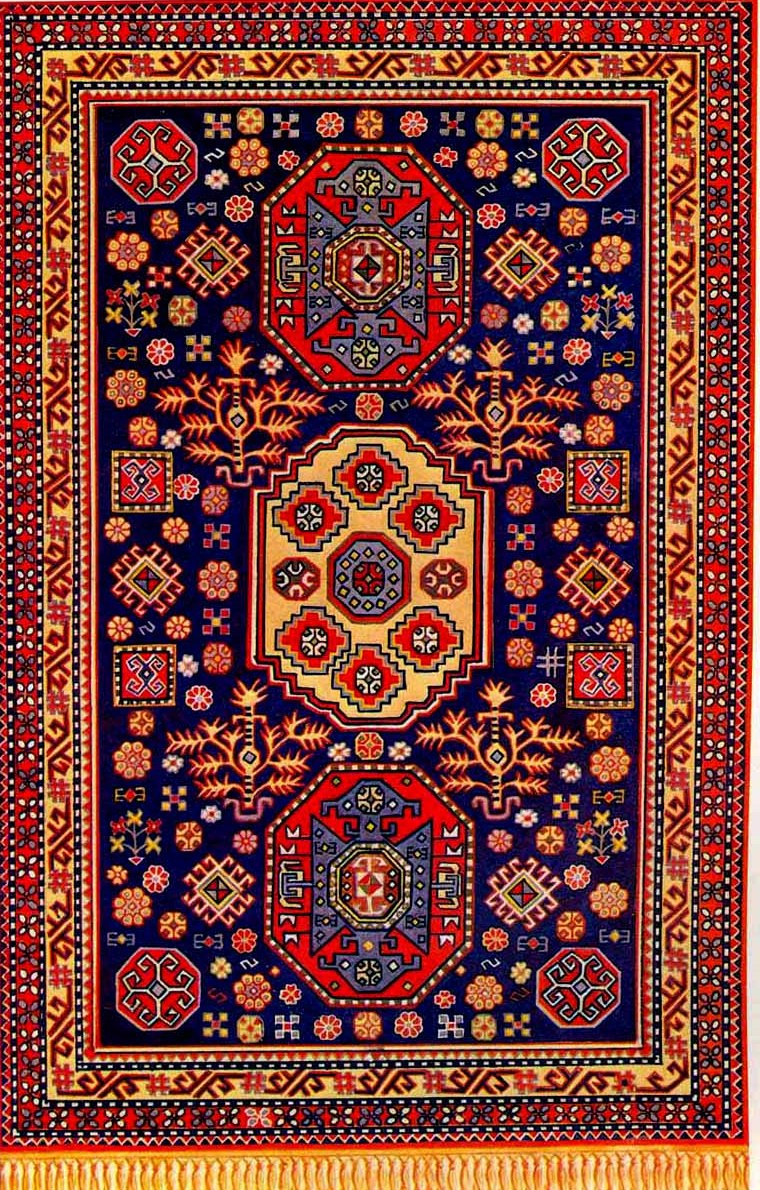
Килим «Борчали» (XIX століття). Музей азербайджанського килима, Баку

Залежно від художньої структури, килими «Борчали» утворюють кілька варіантів. В орнаментальних мотивах килимів «Борчали» можна побачити сліди зображення тотемів або відгомони міфологічних вірувань. Мотиви, що були колись релігійно-містичними, передавалися від покоління до покоління, за традицією дійшли і до наших днів. Але з недавнього часу ці мотиви втратили своє релігійне значення і перетворилися на звичайні декоративні елементи.

### Перший варіант
До першого варіанту килимів «Борчали» відносяться ті, які місцеві ткачі називають «Чобанкере». Характерними для цих килимів елементами є розташовані вертикально на центральній осі симетрії в середньому полі два гелі, а також зображення дерев по чотирьох сторонах центрального геля. На деяких килимах цього варіанту є також зображення птахів, верблюда й елемент «мектеб оджаги» — шкільне вогнище.

### Другий варіант

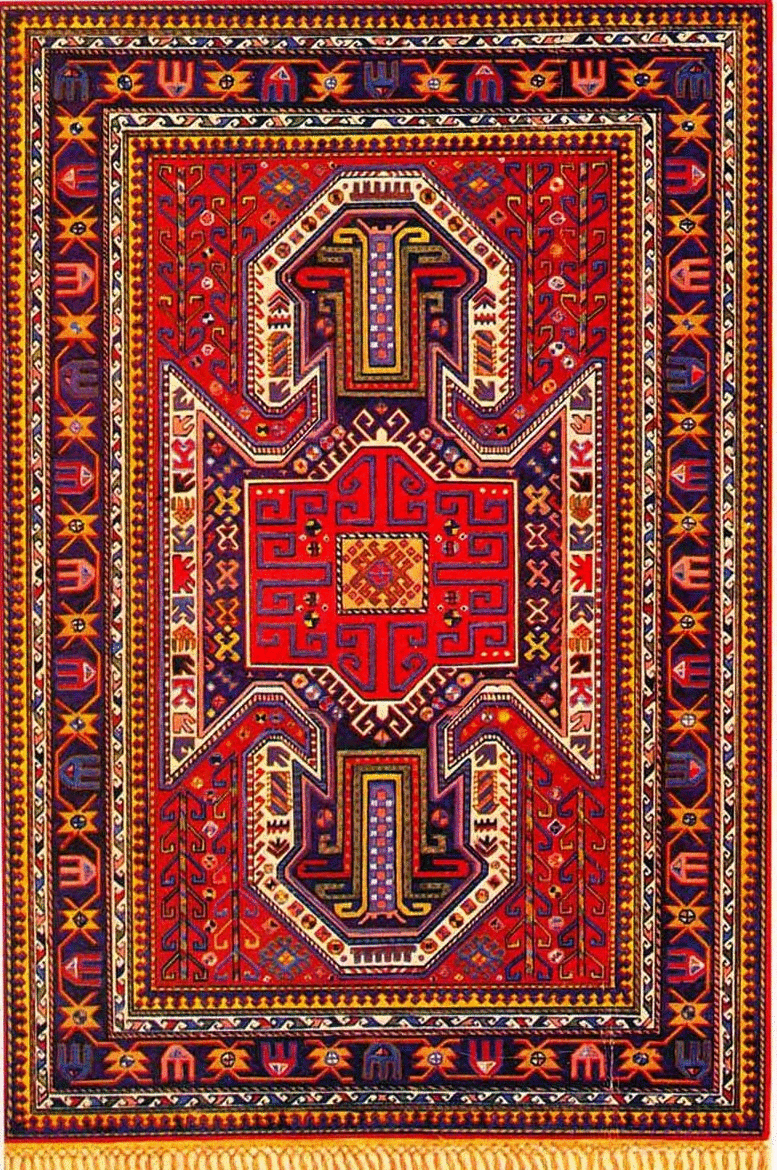
Килим «Борчали» (XIX століття). Музей азербайджанського килима, Баку

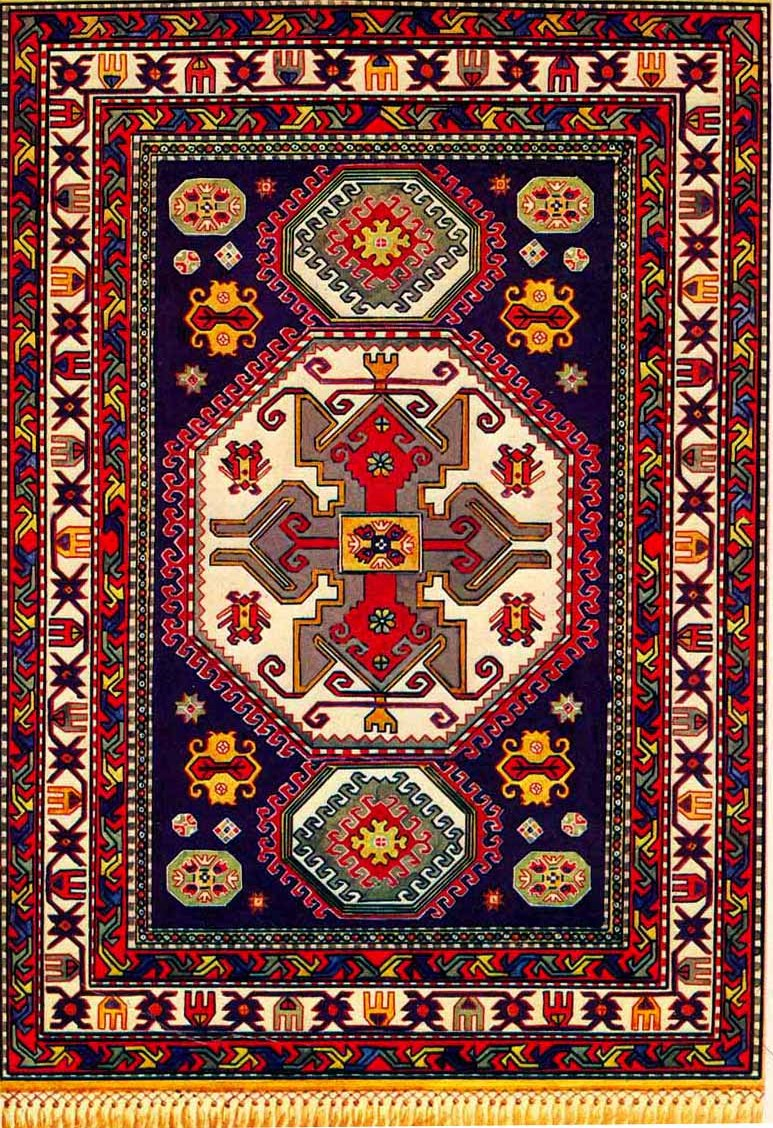
Килим «Борчали» (XIX століття). Музей азербайджанського килима, Баку

Другий варіант утворюють килими, які в Ґазахському районі отримали назву «Фарахлі», а в Борчали називаються «Курбагаогли» або «Курбагалі». Ці килими широко виробляли також у селі Гяурарх, що знаходиться за 12 км на південний схід від Марнеулі. Композиція килимів цього варіанту буває різною. В одних у середньому полі можна знайти гелеподібні елементи, розташовані в ряд один за іншим. В інших килимів з'єднання цих гелів утворює фігуру довгастої форми. До недавнього часу виробничими центрами килимів другого варіанту були села Гяурарх, Курбагаогли, а в Ґазахському районі — село Фарахлі.
У 30-х роках Лятіф Керімов був учасником наради найстаріших килимарів Ґазаха. Нарада тривала два дні. За цей час Керімову вдалося поговорити з кількома старими килимарями та з'ясувати походження деяких візерунків. Зайшла мова про форму і походження гельовидного елементу, що знаходиться в середньому полі згаданого килима. Одна з килимарок сказала, що цей елемент зображує жабу. «Жаба, — сказала вона, — красива тварина. У воді вона — риба, на суші — соловей». Отримані відомості, як пише Керімов, дають підставу припустити, що малюнок гельовидного серединного елемента поля сходить до зображення жаби, яка колись була тотемом певного племені. Але з часом цей елемент втратив своє релігійно-містичне значення і перетворився на декоративно-орнаментальний мотив.

### Третій варіант
Третій варіант складають килими, відомі серед килимарів під назвою «Зійнатнішан» або «Зейванішан». Їх виробляють, переважно, в селі Кизилджа або Кизилгаджилі, розташованому на північному заході Марнеулі. Килим цей відрізняє не бордюрна смуга або якийсь окремий елемент, а хрестовидний медальйон, що знаходиться в центрі серединного поля. Існує помилкова думка, ніби цей медальйон є хрестом. Медальйон цей вважають основною ознакою цього килима і насправді він зображує героя в повстяній бурці і великій кудлатій папасі з баранячої шкури.

### Четвертий варіант
До цього варіанту належать килими, що отримали у килимарів назву «Лембелі». Розташовані в центрі серединного поля килимів гелі з таким малюнком, більші за розміром, ніж гелі інших килимів ґазахської групи. Тло цих гелів зазвичай буває білим. У центрі гелю, на думку найстаріших килимарів, знаходиться «чанахли бага» — черепаха або, як у другому варіанті, дуже стилізоване зображення «курбагі» — жаби. Іноді зустрічаються килими цього варіанту з трьома однотипними гелями в середньому полі.

### П'ятий варіант
Килими цього варіанту, також звані «Лембелі», попри схожість з килимами першого і четвертого варіантів, відрізняються від них розміром і кольором гелів серединного поля. Але головна відмінність полягає в тому, що ці гелі чергуються через один.

## Технічні особливості
Килими «Борчали» бувають різних форматів і розмірів. Виткані в селі Лембелі килими відрізняються порівняно великими розмірами. Щільність вузлів: на кожному квадратному дециметрі поміщається від 30х30 до 35x35 вузлів (від 80000 до 120000 вузлів/м2). Висота ворсу 8-12 мм.